# Shopping Jardim Guadalupe
O Shopping Jardim Guadalupe é um centro comercial situado na Avenida Brasil, nº 22.155, no bairro de Guadalupe, na Zona Norte do Rio de Janeiro, Brasil. Inaugurado em 24 de novembro de 2011, este espaço possui uma Área Bruta Locável (ABL) de 41.600 m² e abriga mais de 250 lojas, incluindo grandes redes de varejo, opções gastronômicas e áreas de lazer.

## História
O Shopping Jardim Guadalupe foi concebido para atender à crescente demanda de comércio e lazer da Zona Norte do Rio de Janeiro. O terreno anteriormente abrigava a fábrica da Melhoral, uma indústria farmacêutica de destaque na região.
A construção do shopping representou um investimento de aproximadamente R$ 300 milhões. Sua inauguração ocorreu em 24 de novembro de 2011, com 98% da ABL ocupada. O empreendimento incluiu, além das lojas, um campus da Universidade Castelo Branco e uma filial da academia Smart Fit.

## Características
O shopping possui um mix diversificado de lojas, abrangendo segmentos como moda, tecnologia, cosméticos e artigos para o lar. Entre as lojas âncoras estão Lojas Americanas, C&A, Riachuelo e Casas Bahia. A praça de alimentação oferece uma variedade de restaurantes e redes de fast food.
O cinema do shopping é uma das atrações mais procuradas, destacando-se por possuir a maior tela de cinema da cidade do Rio de Janeiro. A infraestrutura inclui um supermercado, caixas eletrônicos, agências bancárias e um estacionamento coberto de grande capacidade.

## Dados demográficos e impacto regional
O Shopping Jardim Guadalupe está localizado na Zona Norte do Rio de Janeiro, uma região com população superior a 2 milhões de habitantes. O bairro de Guadalupe possui aproximadamente 47.144 habitantes e um Índice de Desenvolvimento Humano Municipal (IDHM) de 0,810.
O empreendimento é um dos principais motores econômicos da região, gerando cerca de 5.000 empregos diretos e indiretos. Sua presença fortalece o comércio local e reduz a necessidade de deslocamento dos moradores para outras regiões da cidade em busca de serviços e lazer.

## Segurança
Em agosto de 2024, o shopping foi alvo de um grande furto, quando 38 celulares foram roubados de uma loja, levantando preocupações sobre a segurança na região. O episódio resultou em reforços na vigilância, com ampliação da presença policial e modernização do sistema de monitoramento do shopping.